# Nectandra rudis
Nectandra rudis là một loài thực vật thuộc họ Lauraceae. Loài này có ở El Salvador, Guatemala, và México.